# Hogwarts Legacy
Hogwarts Legacy é um jogo eletrônico de RPG de ação desenvolvido pela Avalanche Software e publicado pela Warner Bros. Interactive Entertainment sob o selo Portkey Games. O jogo é ambientado no final do século XIX do universo de Harry Potter, um século antes dos eventos narrados nos livros de J.K. Rowling. O jogador controla um aluno matriculado na Escola de Magia e Bruxaria de Hogwarts que aprende a manejar uma série de habilidades e objetos mágicos. Com a ajuda de colegas e professores, a protagonista embarca em uma jornada para desenterrar um antigo segredo que há muito está escondido no mundo mágico.
O desenvolvimento do jogo começou em 2018, e as primeiras imagens do jogo vazaram na Internet no mesmo ano. Após seu anúncio oficial em 2020, o jogo atraiu uma expectativa significativa. Antes de seu lançamento, atraiu polêmica devido às opiniões da criadora de Harry Potter, J. K. Rowling, sobre pessoas transgênero e acusações de incluir tropos antissemitas, levando a pedidos de boicote. Após alguns atrasos, foi lançado em 10 de fevereiro de 2023 para PlayStation 5, Microsoft Windows e Xbox Series X/S, em PlayStation 4 e Xbox One em maio e no Nintendo Switch em novembro de 2023.
O período de acesso antecipado de Hogwarts Legacy resultou em audiência recorde na plataforma de streaming Twitch, tornando-o o jogo single-player mais assistido de todos os tempos. Duas semanas após seu lançamento, o jogo vendeu mais de 12 milhões de cópias, gerou US$ 850 milhões em receita global e acumulou mais de 280 milhões de horas jogadas globalmente, quebrando recordes da Warner Bros. Games. Hogwarts Legacy recebeu críticas favoráveis dos críticos, com elogios por seu combate, design de mundo, personagens e fidelidade ao material de origem, e críticas por seus problemas técnicos e falha em inovar como um jogo de mundo aberto.

## Jogabilidade
Hogwarts Legacy é um RPG de ação, jogado em uma perspectiva de terceira pessoa. É ambientado na Escola de Magia e Bruxaria de Hogwarts e arredores, influenciado pela franquia do mundo mágico. O jogador pode explorar locais familiares, como Hogsmeade e a Floresta Proibida. Um dos principais elementos para o jogador é assistir às aulas. Cada uma das quatro casas conhecidas de Hogwarts - Grifinória, Lufa-Lufa, Corvinal e Sonserina - também oferece uma sala comum única; essas salas são acessíveis apenas para a casa atual do jogador escolhida pelo Chapéu Seletor. Acompanhado da escolha da casa, o jogador recebe diferentes missões exclusivas. Ao progredir no jogo, o interior e o exterior do castelo mudam visualmente para combinar com as estações do ano. O jogo também apresenta mudanças de música com base na localização da personagem, conforme ela se move pelo mundo aberto, com diferenças notáveis dentro das salas específicas que só podem ser acessadas por jogadores que escolherem cada casa correspondente.
Durante a criação da personagem, o jogador pode escolher sua aparência, gênero e uma das quatro casas. Os jogadores podem personalizar a voz e o tipo de corpo da sua personagem e adicionar acessórios como óculos na criação da personagem. A progressão de nível permite ao jogador acessar e atualizar diferentes feitiços, talentos e habilidades. Por meio de desafios no jogo, a personagem do jogador ganha pontos de experiência para subir de nível. Esses desafios vêm na forma de páginas de guia de campo, missões, exploração e combate. Embora os pontos das quatro casas de Hogwarts façam parte do enredo do jogo, eles não são influenciados pelas ações do jogador.
A personagem do jogador aprende a lançar vários feitiços mágicos, preparar poções e dominar as habilidades de combate. À medida que os jogadores progridem, eles desenvolvem seu próprio estilo de combate especial. Embora assistir às aulas avance a mecânica de jogo, os aprendizados de feitiços não são um elemento de jogo programado em si. As aulas serão atendidas como parte dos marcos do desenvolvimento da trama. Os personagens dos jogadores também são capazes de estabelecer amizades com personagens não-jogáveis (NPC) interativos. À medida que esses relacionamentos crescem, os colegas de escola se tornam companheiros que podem acompanhar os jogadores em sua jornada, expandir suas habilidades e oferecer opções de diálogo únicas à medida que os jogadores aprendem suas histórias.
O jogo também apresenta elementos de personalização do ambiente; os jogadores podem modificar a Sala Precisa conforme sobem de nível no jogo. A sala pode ser totalmente personalizada e sua arquitetura alterada. Ela é usada para colocar e cuidar de itens utilitários, como estações de fermentação e vasos de plantação, que também podem ser personalizados. Algumas das feras mágicas do jogo podem ser mantidas em um "Vivarium" escolhido, um local separado onde o jogador cuida delas. Os jogadores poderão domar, cuidar e montar diferentes feras mágicas, incluindo hipogrifos e testrálios. Dragões, trols e acromantulas são outras criaturas mágicas interativas. Algumas criaturas podem ser usadas em combate, como mandrágoras, para atordoar os inimigos.

## Enredo

### Cenário e personagens
Hogwarts Legacy se passa no final do século XIX, ocorrendo em vários locais do mundo mágico, como o castelo de Hogwarts, Hogsmeade e as Terras Altas da Escócia. O jogador assume o papel de um aluno (dublado originalmente por Sebastian Croft ou Amelia Gething) iniciando seus estudos em Hogwarts no quinto ano. Como a protagonista começa a escola mais tarde do que os outros alunos, o Ministério da Magia fornece um guia de campo. Concluir as seções deste guia por meio da exploração fornece informações adicionais e pontos de experiência. A personagem do jogador possui o poder de controlar uma misteriosa magia ancestral e detém a chave para um "segredo ancestral" que ameaça a estabilidade do mundo mágico. A missão dela é descobrir as razões por trás do ressurgimento dessa magia esquecida e aqueles que estão tentando controlar seu poder.
O jogo apresentou vários novos personagens ao universo de Harry Potter, sendo o professor Eleazar Fig um personagem essencial na jornada do jogador. Fig é um bruxo que ensina Teoria da Magia em Hogwarts e investiga a rebelião de Ranrok, um duende com grandes ambições e que almeja controlar uma magia ancestral. Outros novos personagens incluem os alunos de Hogwarts Amite Thakkar (Asif Ali), Everett Clopton (Luke Youngblood), a professora Onai (Kandace Caine) e Shah (Sohm Kapila), assim como o diretor Fineus Nigellus Black (Simon Pegg) e a professora Matilda Weasley (Lesley Nicol). A protagonista também é capaz de construir amizades com os colegas estudantes Natsai Onai, Amite Thakkar, Poppy Sweeting e Sebastian Sallow, que participam da jornada da protagonista como personagens secundárias. Antagonistas apresentados no jogo incluem Ranrok, o líder da Revolta dos Duendes, e Victor Rookwood, o líder de um grupo de bruxos das trevas.

### Narrativa
A protagonista recebe uma carta da professora Weasley, contendo a confirmação de frequentar a Escola de Magia e Bruxaria de Hogwarts como aluno do quinto ano, sendo o professor Fig designado como mentor da protagonista. Fig acompanha a protagonista de Londres a Hogwarts em uma carruagem voadora. Ao discutir um artefato desconhecido, um dragão os ataca. Quando o dragão rasga a carruagem, Fig e a protagonista pegam a chave que estava dentro do artefato, revelada ser uma chave de portal que teletransporta a dupla para Gringotes. Usando a chave para entrar em um antigo cofre, o protagonista descobre que pode ver vestígios de magia ancestral. A dupla é confrontada por um duende hostil chamado Ranrok. Fig e a protagonista fogem para Hogwarts, quando a Cerimônia de Seleção está prestes a terminar. A protagonista é classificada em uma das quatro Casas e começa seu ano letivo em Hogwarts.
A protagonista aprende vários feitiços durante as aulas, enquanto também explora Hogwarts, Hogsmeade e regiões externas com os companheiros Sebastian Sallow, Poppy Sweeting e Natsai Onai. Enquanto isso, o professor Fig investiga os segredos da magia ancestral, apoiado pela protagonista. Eles finalmente descobrem uma sala secreta abaixo de Hogwarts. A câmara contém quatro retratos falados de ex-professores de Hogwarts que se referem a si mesmos como "Guardiões", liderados por Percival Rackham; seu objetivo é proteger os segredos da magia antiga do Mundo Mágico. A protagonista descobre que a quinta Guardiã, Isidora Morganach, discordou das outras quatro quanto ao uso da magia ancestral, deixando um repositório de poder que Ranrok está tentando encontrar, pois deseja que os duendes se levantem contra o mundo mágico. Um grupo de bruxos das trevas, liderado pelo descendente de Charles Rookwood, Victor, colabora com Ranrok em troca de compartilhar o poder adquirido pelo líder duende.
Para revelar os segredos da magia ancestral, a protagonista deve completar quatro provas deixadas pelos Guardiões. Cada tentativa apresenta quebra-cabeças perigosos e complicados que exigem o uso de feitiços que a protagonista aprendeu ao longo do jogo, cada tentativa levando a uma “penseira”, um dispositivo mágico para armazenar e revisar memórias. Cada penseira revela uma parte da história da magia ancestral e sua conexão com Isidora Morganach: Isidora usou magia antiga na tentativa de "curar" emoções negativas, principalmente de seu pai. Os Guardiões perceberam que Isidora estava inalando as emoções extraídas para aumentar seu próprio poder, usando essa prática nos alunos, drenando suas emoções em um grande repositório de magia antiga. Os Guardiões tentaram persuadi-la contra isso, mas não conseguiram. Sem alternativa à vista, um dos Guardiões finalmente usou a maldição da morte, "Avada Kedavra", para eliminar Isidora. Os Guardiões decidiram manter o repositório em segredo. À medida que a protagonista completa todos os testes, ela recebe uma tarefa final: criar um tipo especial de varinha mágica que consiste dos artefatos encontrados nas penseiras.
O professor Fig envia a protagonista ao fabricante de varinhas Olivaras para criar a varinha do Guardião. Quando a protagonista sai da casa de Olivara, é emboscados por Victor, que propõe uma aliança contra os duendes. A protagonista se recusa, resultando em uma batalha em que a protagonista consegue derrotar Victor. Pouco depois, Ranrok localiza o repositório de Isidora e “liberta” o antigo poder, absorvendo-o para se transformar em dragão. Fig é mortalmente ferido e a protagonista luta contra o dragão, encerrando a rebelião duende ao destruir Ranrok, e deve decidir se mantém o segredo dos Guardiões ou revela a existência de uma magia antiga absorvendo o poder para si. O diretor Black e a professora Weasley fazem um elogio fúnebre em homenagem a Fig, e a protagonista retorna para terminar os estudos escolares regulares. A jornada termina com o Professor Weasley concedendo à protagonista 100 pontos de casa pela extraordinária aventura, que acaba levando à vitória da Taça das Casas para sua respectiva Casa.

## Desenvolvimento
O jogo foi desenvolvido pela Avalanche Software, que foi adquirida pela Warner Bros. Interactive Entertainment da Disney em janeiro de 2017. No mesmo ano, a Warner Bros. estabeleceu um novo selo editorial chamado Portkey Games, que se dedicava ao gerenciamento da licença do mundo mágico. A criadora de Harry Potter, J. K. Rowling, não esteve envolvida no desenvolvimento. Após cinco anos de desenvolvimento, alguns especialistas estimam o orçamento de Hogwarts Legacy em torno de US$ 150 milhões. O jogo foi feito na quarta geração da Unreal Engine. O elenco original de dublagem para o jogo foi anunciado somente em 12 de janeiro de 2023.
Em termos de desenvolvimento da história, a diretora narrativa, Moira Squier, afirmou que era importante escolher um período de tempo em que nenhum outro herói estivesse por perto. Isso tornaria possível dar ao jogador seu próprio mundo completo para experimentar em um cenário semelhante às eras de Harry Potter e Animais Fantásticos. A equipe de roteiristas se concentrou em criar uma "coleção diversificada" de personagens, para os jogadores se identificarem com eles de maneira positiva. Boston Madsen, cenarista principal para a criação de Hogwarts, enfatizou a importância de criar elementos de ambiente próximos ao material original dos livros de Harry Potter. Madsen afirmou que, embora seja a versão de vídeo game de Hogwarts, tudo foi feito para ser facilmente reconhecível. O diretor do jogo, Alan Tew, também acrescentou que as áreas além da escola foram feitas com atenção aos mínimos detalhes, para permitir que as pessoas descubram novos locais e câmaras desconhecidas sem repetição de materiais. Os artistas Jeff Bunker e Vanessa Palmer explicaram que, durante o desenvolvimento do jogo, mantiveram cinco pilares tecnológicos específicos em mente: gráficos e visuais 4K, áudio 3D, atividades e o controle PlayStation 5, DualSense, bem como um carregamento rápido. Eles referenciaram o uso da Unreal Engine, os recursos de computação e a renderização do PlayStation 5 para fornecer efeitos visuais para feitiços e magia. Em termos de desenvolvimento conectado ao PlayStation 5, a equipe da Avalanche Software fez uso dos gatilhos adaptativos do controlador DualSense com feedback tátil para criar uma experiência de combate imersiva e autêntica. Assim como o combate, a experiência háptica melhora o voo e a descoberta de locais mágicos antigos.

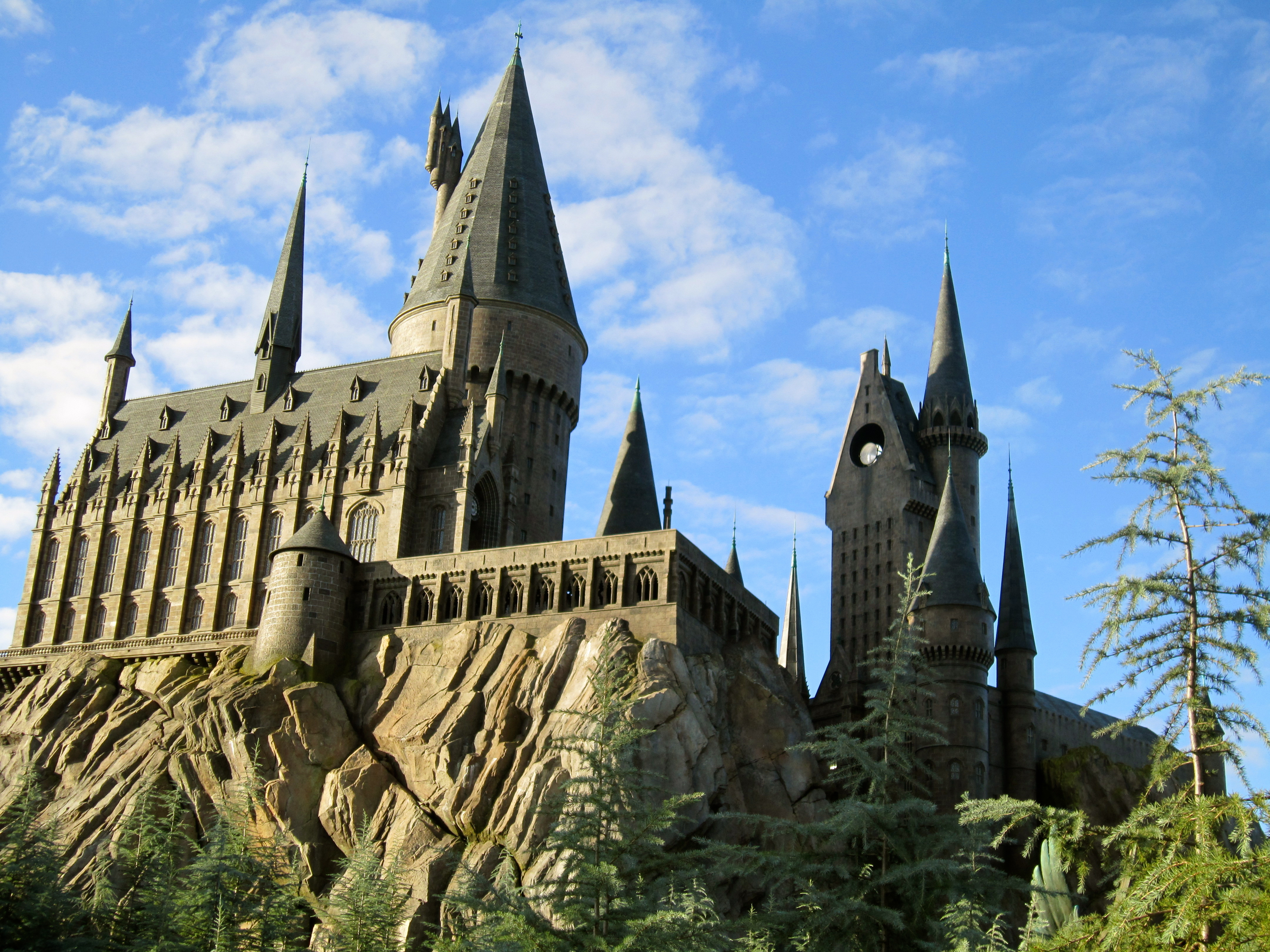
O castelo de Hogwarts foi recriado com base em sua descrição nos livros de Harry Potter para ser fiel ao material original e fácil de reconhecer.

### Música
A trilha sonora foi composta por Peter Murray, J. Scott Rakozy e Chuck Myers, incluindo faixas adicionais de Alexander Horowitz. Myers afirmou que o desenvolvimento da trilha levou quase quatro anos para ser concluído. O coordenador de produção de áudio, Nathan Ayuobi, explicou que, embora tenham se inspirado no antigo trabalho do compositor John Williams relacionado a Harry Potter, eles se concentraram em criar sua própria marca. Em um vídeo dos bastidores, os compositores Murray e Rakozy comentaram sobre a criação da trilha sonora de Hogwarts Legacy. Eles explicaram que o maior desafio do processo criativo era equilibrar a composição original com a música existente dos filmes do universo mágico. Uma das canções, Overture to the Unwritten, foi lançada antes da trilha sonora. A música foi tocada pela Seven Springs Symphony Orchestra & Choir, uma orquestra de 54 músicos, por meio de uma transmissão ao vivo.
Em janeiro de 2023, foi anunciado o lançamento da trilha sonora para acontecer simultaneamente com Hogwarts Legacy. Ela foi lançada como dois álbuns digitais, totalizando 75 faixas: Hogwarts Legacy (trilha sonora original do vídeo game) e Hogwarts Legacy (temas de estudo da trilha sonora original do vídeo game). A trilha sonora também foi lançada em vinil, sendo masterizada por James Plotkin e distribuída pela Mondo.

### Lançamento
Antes de qualquer declaração oficial sobre o desenvolvimento ou lançamento de Hogwarts Legacy, cenas do jogo vazaram em 2018. O jogo foi anunciado oficialmente em um evento da Sony em setembro de 2020, com um lançamento planejado para PlayStation 4, PlayStation 5, Microsoft Windows, Xbox One e Xbox Series X/S em 2021. Ele foi adiado duas vezes, primeiro para 2022 e depois para 10 de fevereiro de 2023. Suas versões para PS4 e Xbox One também foram adiadas, para maio de 2023. Uma versão para Nintendo Switch está agendada para ser disponibilizada em 25 de julho de 2023. O jogo foi disponibilizado em três versões: Standard Edition, Deluxe Edition e Collector's Edition. Os compradores da edição Standard também têm a opção de atualizar para a Deluxe Edition simplesmente comprando o conteúdo adicional separadamente. O acesso antecipado foi disponibilizado para pessoas que encomendaram a edição física de colecionador ou a versão Deluxe Edition do jogo no console ou PC em 7 de fevereiro de 2023. Para promover o jogo, um controle DualSense especificamente projetado, o "Revelio Controller", foi lançado com o jogo nos Estados Unidos e no Reino Unido como parte de uma edição limitada.

### Conteúdo adicional
Ao ingressar no Harry Potter Fan Club e vincular a conta WB Games, os jogadores recebem cosméticos gratuitos. As versões do jogo para PlayStation incluem "The Haunted Hogsmeade Shop" como conteúdo exclusivo e a receita da poção "Felix Felicis" como um exclusivo de pré-venda. O primeiro consiste em uma masmorra adicional, conjunto cosmético e o recurso de possuir uma loja no jogo, enquanto o último permite ao jogador revelar baús pelo mapa. Acompanhado pelo lançamento de Hogwarts Legacy, o Dark Arts Pack foi lançado como parte das edições Deluxe e Collector's ou como conteúdo adicional (DLC) para usuários da edição padrão. A DLC consiste em uma montaria exclusiva, um conjunto de roupas e uma nova arena de batalha. A Dark Arts Battle Arena expande as duas arenas de batalha disponíveis no jogo base. Desde o lançamento do acesso antecipado em 7 de fevereiro de 2023 até 24 de fevereiro de 2023, os jogadores podem receber cinco itens cosméticos gratuitos exclusivamente por meio de drops na Twitch. Em fevereiro de 2023, logo após o lançamento, o diretor do jogo, Alan Tew, afirmou que a equipe se concentrou apenas no lançamento e não planejava lançar conteúdo adicional por enquanto.

## Recepção

### Crítica
De acordo com o agregador de críticas Metacritic, Hogwarts Legacy recebeu críticas "geralmente favoráveis", com base em 20 análises para PC, 92 análises para o PlayStation 5 e 19 análises para o Xbox Series X.
Os ambientes e visuais foram elogiados pela crítica, com a maioria dos elogios à recriação do castelo de Hogwarts. O site GamesRadar+ elogiou o mundo por ser fiel às descrições do Mundo Mágico, e Destructoid elogiou a apresentação geral e a sinergia positiva com o universo. Outros críticos ecoaram esses pontos, com a NME escrevendo que o mundo era provavelmente "a melhor representação já feita para os fãs". Outros elogios foram direcionados ao nível de detalhe do castelo. Push Square destacou a atmosfera e apresentação visual, tornando atividades sem objetivo agradáveis, como caminhar por Hogwarts. As áreas circundantes situadas nas Terras Altas da Escócia também receberam aplausos, embora alguns pensassem que outras áreas não eram tão atraentes.
Os elementos de jogabilidade receberam críticas variadas. A PC Gamer elogiou os "sistemas simples, mas harmoniosos" do Legacy, como sua abordagem dos duelos de bruxos e a construção de um espaço personalizado na Sala Precisa. A Eurogamer alemã elogiou a atenção aos detalhes ao motivar o jogador a explorar o mundo. Eles destacaram a música "atmosférica" e ficaram impressionados com o design de algumas das missões e quebra-cabeças do jogo. Destructoid elogiou a gama de atividades e desbloqueáveis, mas achou o jogo "normal" no geral e contribuiu para a experiência de ser "envolto em uma concha de mundo aberto com falhas". A NME também escreveu que o design do jogo parecia datado, atribuindo isso ao seu longo ciclo de desenvolvimento. O The Guardian criticou a experiência como "competente, mas nada espetacular". Embora elogiassem a apresentação como "encantadora", eles sentiram que a progressão fazia o jogo parecer mais do mesmo de outros exemplos de mundo aberto. A GameRevolution descreveu Legacy como divertido, mas esquecível, escrevendo que recursos como assistir às aulas e criar poções careciam de profundidade suficiente. O combate foi elogiado: A PCGamesN considerou como o aspecto mais forte do jogo. O The A.V. Club o considerou como o recurso mais interessante, chamando as lutas mais desafiadoras de "legitimamente emocionantes". A GameSpot descreveu o combate e os feitiços como "uma grande sensação de poder" para o jogador, embora tenha criticado os controles de seleção de feitiços e o design "desinteressante" do inimigo; A Game Informer também lamentou a falta de variedade de inimigos.
A narrativa do jogo dividiu os críticos. Alguns elogiaram a maneira como o desenvolvedor lidou com a narrativa para contar uma história original em um cenário que parecia excessivamente familiar. A Screen Rant considerou a história "envolvente", enquanto a narrativa das missões secundárias mais detalhadas foi positivamente destacada pelo Video Games Chronicle. A PC Magazine descreveu a decisão de fazer a protagonista representar o papel de "A Escolhida" como "tola". Outros expressaram críticas gerais à narrativa, achando-a sem brilho e às vezes ilógica.

### Vendas
Em 23 de fevereiro de 2023, a Warner Bros. Discovery anunciou que o jogo vendeu mais de 12 milhões de cópias nas primeiras duas semanas, gerando US$ 850 milhões em vendas globais. Na Europa, as vendas de lançamento de Hogwarts Legacy o colocaram como o sexto maior lançamento de um jogo eletrônico desde a criação do European Monthly Charts. No Reino Unido, o jogo se tornou o maior lançamento de qualquer jogo do universo Harry Potter, liderando o Boxed Chart em sua semana de estreia. Os analistas compararam as vendas da primeira semana com Elden Ring, observando que as vendas físicas e digitais aumentaram 80% e 88%. Hogwarts Legacy permaneceu no topo das paradas físicas do Reino Unido por mais quatro semanas. No Japão, o jogo estreou no topo da parada de vendas de software, com a versão para PlayStation 5 vendendo 67 mil cópias físicas. Ele permaneceu mais uma semana na primeira posição e, em 2 de março de 2023, acumulou um total de 139.535 cópias físicas vendidas.